# Autrac
Autrac település Franciaországban, Haute-Loire megyében. Lakosainak száma 51 fő (2022. január 1.). Autrac Leyvaux, Blesle, Saint-Étienne-sur-Blesle és Apchat községekkel határos.

## Népesség
A település népességének változása:
| Lakosok száma | 75   | 61   | 63   | 72   | 74   | 63   | 63   | 56   | 53   | 51   |
|               | 1968 | 1982 | 1990 | 2006 | 2013 | 2015 | 2017 | 2019 | 2020 | 2022 |